# Inkunabula
Inkunabula je knjiga, posamezna stran ali slika, ki je bila natisnjena (ni rokopis) v Evropi med dokončanjem Gutenbergove Biblije leta 1454 in 31. decembrom 1500. Ohranjeni primeri so zelo redki in dragoceni. 
Izraz inkunabula izvira iz latinske besede incunabula (povoj, plenice), ki v razširjenem pomenu predstavlja zgodnja obdobja neke dejavnosti. Prva zabeležena uporaba besede incunabula kot izraza za tiskani material se nahaja na pamfletu Bernharda von Mallinckrodta De ortu et progressu artis typographicae (»O vzponu in nepredku tipografske umetnosti«, Köln, 1639), ki vsebuje opombo prima typographicae incunabula, »prvo rojstvo tiska«. Termin, kateremu je določil časovni okvir, tj. do konca leta 1500, velja še danes. Uporablja se predvsem zaradi potrebe po razlikovanju prvih tiskanih knjig od knjig, izdanih v poznem 17. stoletju.
Število inkunabul, ki se nahajajo po vsem svetu, se ocenjuje na približno 27.500 del, s skupno 550.000 kopij. Tisk del po začetku 16. stoletja včasih označujejo kot postincunabula.